# Intercessione dello Spirito

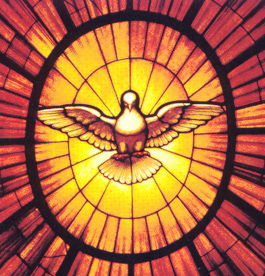
Vetrata con la raffigurazione dello Spirito Santo in forma di colomba, ca. 1660

L‘intercessione dello Spirito è la fede cristiana nello Spirito Santo che aiuta e guida i credenti alla ricerca di Dio.
Nella Lettera ai Romani (8:26-27) Paolo di Tarso afferma:

## Interpretazioni
Vi sono state diverse interpretazioni teologiche dell'intercessione dello Spirito. Giovanni Calvino afferma che si riferisce al "ministero ammaestrativo dello Spirito" che insegna ai credenti come pregare e cosa chiedere nelle proprie preghiere. D'altra parte, Abraham Kuyper vede l'attività dello Spirito separata e distinta dagli sforzi dei fedeli che pregano.